# Dominatrice

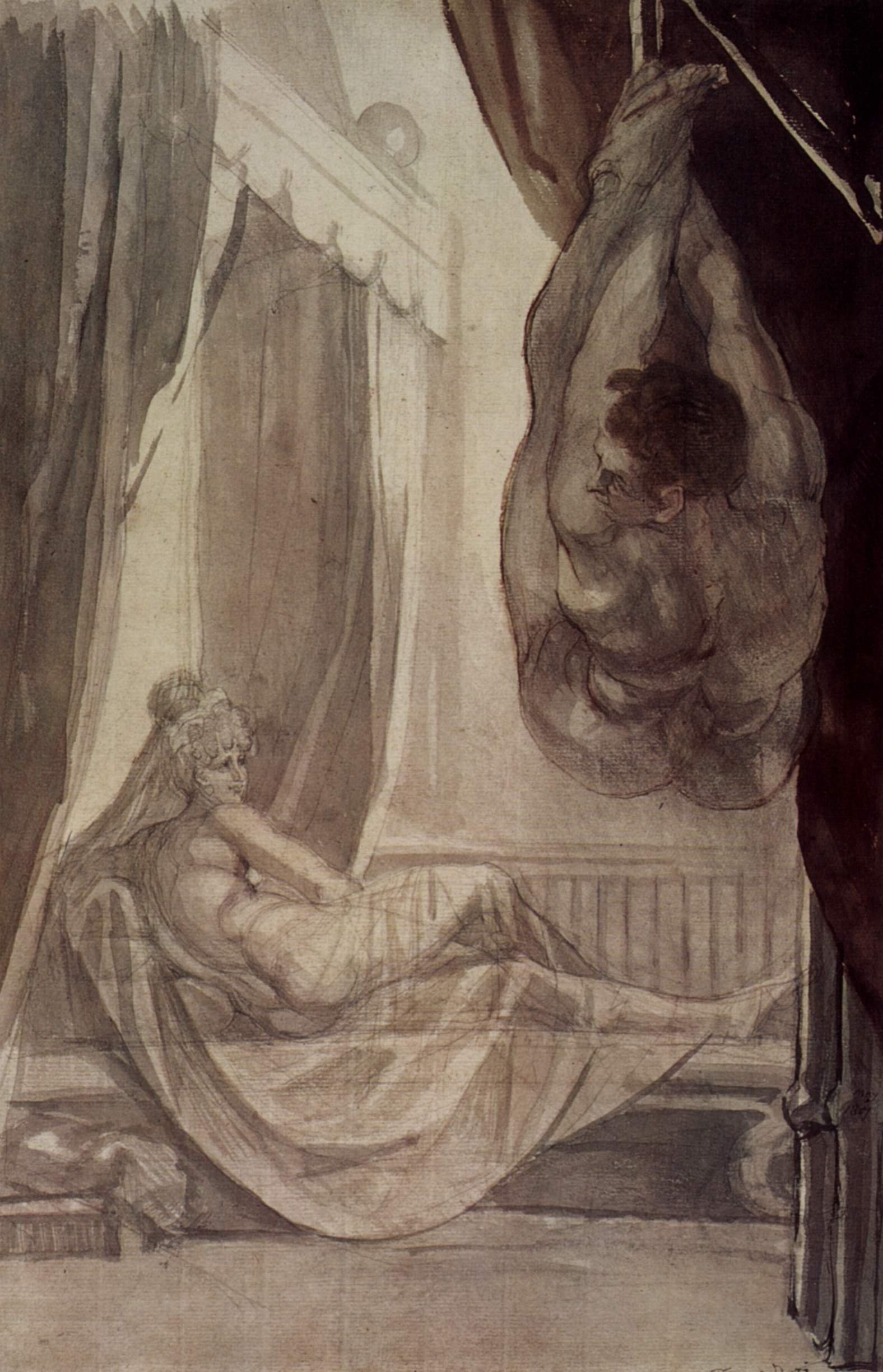
Johann Heinrich Füssli, Brünhild beobachtet Gunther (Brunehilde observant Gunther) (1807), lavis, château de Nottingham.

Une dominatrice, ou maîtresse, est une femme qui endosse le rôle dominant dans le cadre du BDSM, et donc utilise la douleur, la contrainte, l'humiliation ou la mise en scène de divers fantasmes dans un but érogène, sous forme d'échange contractuel. La dominatrice a pour partenaire un  masochiste à la recherche d'une séance de soumission. Dans la mesure où soit la douleur physique soit l'humiliation soit les deux sont recherchées dans la relation, la dominatrice doit comprendre comment mener son sujet, sans qu'il ne l'explique clairement.

## Rôle de la dominatrice
Pour Gilles Deleuze le masochiste est essentiellement éducateur, il forme lui-même son maître, maitresse via le contrat. Ce qui fait de la dominatrice, toujours selon Gilles Deleuze, « une masochisante », dominatrice en apparence uniquement. Pour Gilles Deleuze la rencontre entre un, une sadique et un, une  masochiste est impossible, et si la rencontre intervient, « l'un ou l'autre fuit ou l'un ou l'autre périt ».
En parlant de Wanda et de Sacher Masoch, Gilles Deleuze écrit : « elle sera sa compagne à la fois docile, exigeante et dépassée.
Pour Paul-Laurent Assoun le masochiste est tout sauf un improvisateur, il obéit au règlement, obéit au plus stricte règlement, à condition de l’avoir lui-même institué.
Pour Theodor Reik : toute l'attitude du masochiste pervers semble prouver qu'il n'aimerait rien de mieux que de servir la femme sans réserve, ses plus intenses délices conscientes consistent à être son esclave ; sa volupté inconsciente serait d'être son tyran
».
Pour Reik : « En commandant sa punition, le masochiste s’est rendu maître de sa destinée ».
Parce que le masochisme (la séance) est un voyage mystique."Le masochisme est une expérience mystique." André Pieyre de Mandiargues.
Et Sigmund Freud finit par avouer qu'« il est d'ailleurs rare que les tortures masochistes produisent la même impression de sérieux que les cruautés — fantasmées ou mises en scène — du sadisme Pour Deleuze, « À la base de la croyance en l’unité sado-masochiste, n’y a-t-il pas d’abord des équivoques et des facilités déplorables ? »
Gilles Deleuze considère qu’il y a deux couples :
- un masochiste et son bourreau ; le masochiste pédagogue et son bourreau font, tous deux, partie intégrante du masochisme : « Si la femme bourreau dans le masochisme ne peut pas être sadique, c’est précisément parce qu’elle est dans le masochisme, parce qu’elle est partie intégrante de la situation masochiste, élément réalisé du phantasme masochiste en se faisant masochisante dans cette situation » ;
- le sadique et sa victime ; une victime qui « appartient entièrement au sadisme. Elle est partie intégrante du sadisme »[8].

Gilles Deleuze, toujours dans sa présentation de Masoch, explique : « Il faut que le masochiste forme la femme despote. Il faut qu'il la persuade, et la fasse "signer". Il est essentiellement éducateur ».
Paul-Laurent Assoun  confirme "Le sadique ne fait pas couple" « pour de bon », son dispositif ne l’exige pas plus  que sa structure ne le requiert ».
Pour Roland Jaccard : « On imagine que le masochiste idéalise la femme, qu’elle est sacrée reine et parée de toutes les vertus. C’est oublier que Leopold von Sacher-Masoch était un lecteur assidu d'Arthur Schopenhauer, il lui empruntait des réflexions misogynes (« Le sexe court de taille, étroit d’épaules, large de hanches, aux jambes torses, ne pouvait être nommé beau que par notre sexe à nous, que les sens aveuglent ») et les mettait dans la bouche de ses personnages »
Pour Daniel Leuwers: « Il s'agit de donner à la femme l'illusion du pouvoir alors qu'elle est sous le joug insidieux de l'homme qui la force à le battre. » 
Selon Régis Michel, « Freud avoue d'emblée dès le début de son opuscule, qu'il n'y comprend rien. Le masochisme écrit-il est une énigme (...) Pour Régis Michel « Georges Bataille est deleuzien avant l'heure ». Car il refuse l'alliance sadomasochisme, il sait bien que « Sade et Masoch ne font pas la paire, fut-elle freudienne ».

## Catégories

### Au sein du couple

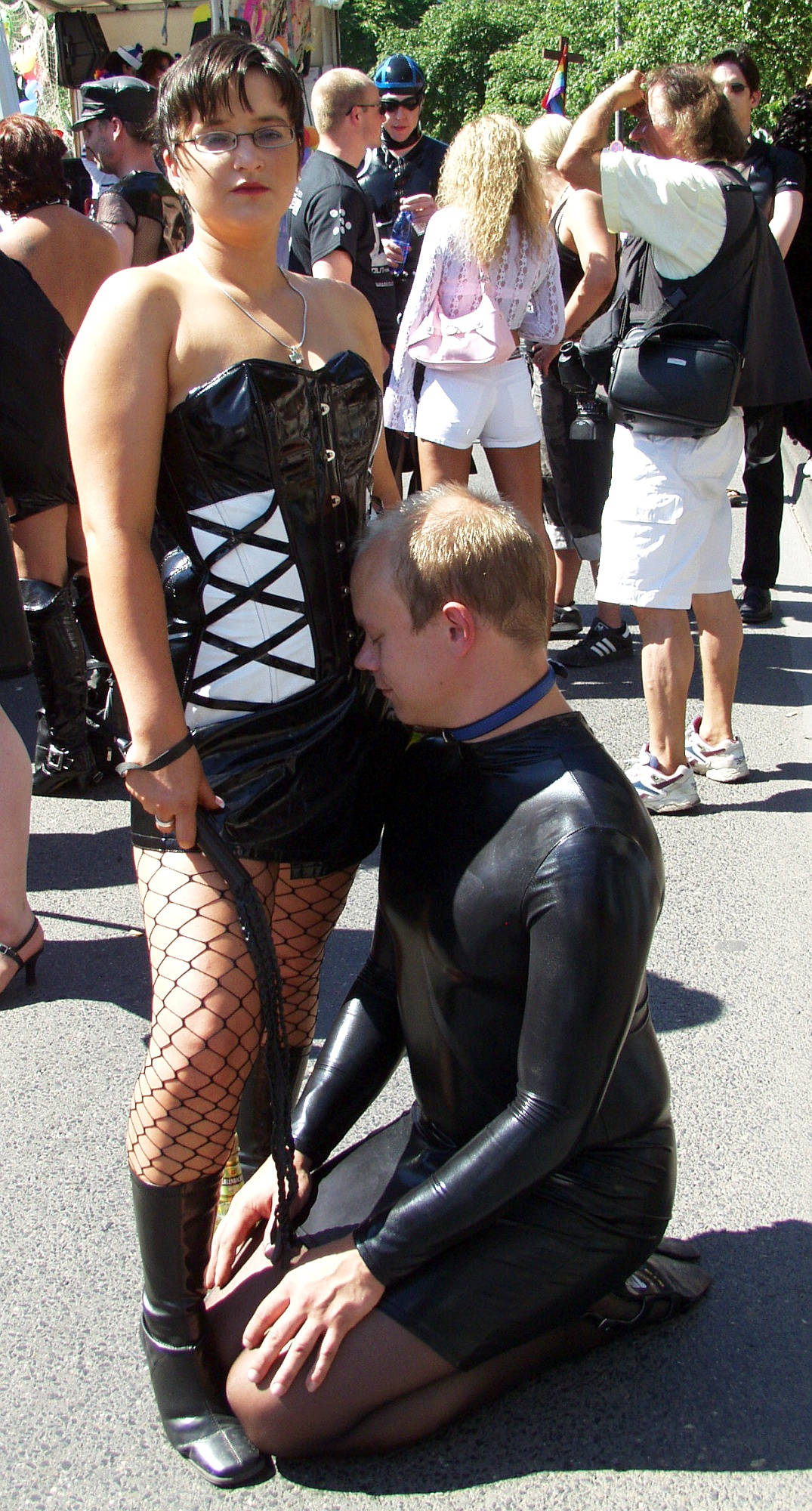
Scène de domination entre une dominatrice et son esclave à Cologne, en Allemagne.

Lorsque ce type de relation existe, les séances interviennent plus ou moins fréquemment, mais elles sont, en principe, des parenthèses dans la vie de couple.
De la volonté d'un maître ou d'une maîtresse qui chercherait à gouverner entièrement son partenaire, il arriverait également à un paradoxe, celui d'abêtir sa compagne, son compagnon. On a longtemps refusé aux femmes, aux esclaves le droit d'apprendre. Pendant des millénaires on a cherché à ce que la femme soit un robot, à la maison pour les tâches ménagères. Dans les relations SM, certains cherchent à posséder pleinement leur esclave. Ils voudraient les voir enfants. Certains maîtres, maîtresses sont sûrement amoureu(x/ses), sincères et ne cherchent finalement qu'à posséder totalement l'être aimé, en oubliant la régression dans laquelle ils ou elles l'installent. Dans son livre L'Exil intérieur, Roland Jaccard, à l'aide de citations de Georges Devereux, parle justement de cette régression au stade enfantin, d'une surprotection ainsi que le rôle joué par les médias, les clubs de vacances, l'utilisation sadique anale de la voiture, etc. Tout ce qui rend l'individu dans « la passivité béate de sa position assise. […] l'infantilisme est lui aussi, profondément enraciné dans notre modèle socio-culturel. […] car rien n'est plus difficile à gouverner que des adultes intelligents conclut Georges Devereux. »
Dans le cas où l'homme est dominateur, la situation peut être plus facilement mise en scène, car le dominateur ne perd pas sa casquette d'homme fort et viril tel que notre civilisation l'a éduqué. Et nombre de femmes fortes dans la vie sociale s'abandonnent au plaisir de se sentir prises en charge et déresponsabilisées.
Bien évidemment, il faut exclure le cas où la femme ou l'homme serait sadique et martyriserait moralement ou physiquement son épouse ou époux sans consentement.

### Professionnelles
Selon Jean-Paul Sartre le masochiste paye une femme pour se faire fouetter ou humilier, ou, comme Sacher-Masoch le faisait, il utilise le grand amour que les femmes éprouvent pour lui.

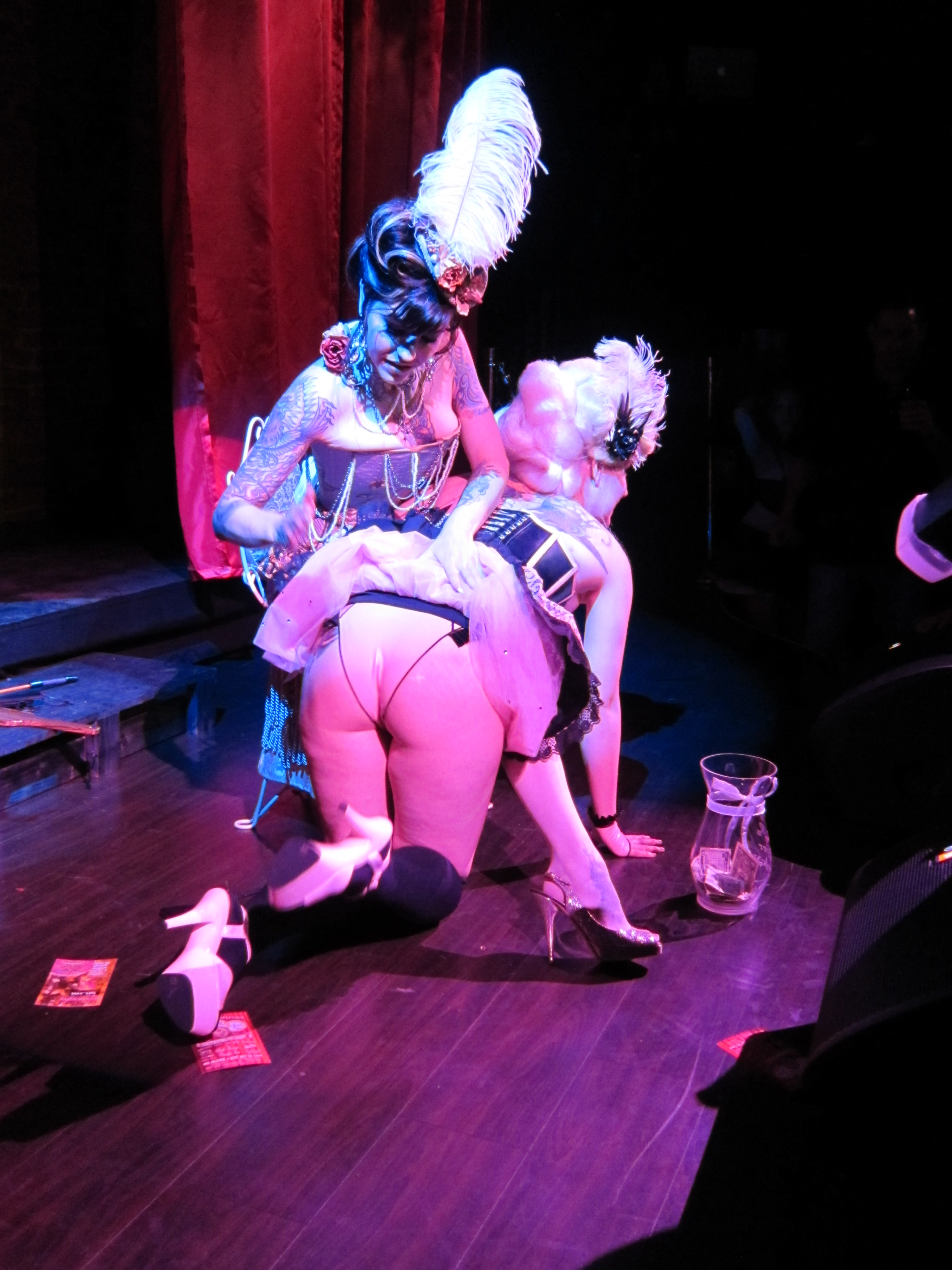
Dominatrice dans un jeu BDSM.

Les anglophones les nomment « Dominatrix » et elles se divisent elles-mêmes en différentes catégories :
- celle qui renonce à son propre masochisme en devenant « masochisante[16] ». Elle n’est pas sadique et l’erreur serait de croire qu’elle l’est[17]. Cette dominatrice joint l’utile à l’agréable. Souvent d’excellentes techniciennes, lorsqu’elles sont appliquées, lorsqu’elles ont assimilé leur rôle et sont attentives au moindre signe du sujet pour comprendre ce qu’elles doivent ordonner ;
- d'autres ne s'intéressent qu'à l'argent qu'elles vont gagner et dépenser.

Il existe également de par le monde des « Maisons de domination » : autorisées en Allemagne, aux Pays-Bas, aux États-Unis, etc., elles sont interdites en France et sont passibles de condamnations pour proxénétisme.
Au Japon, les dominatrices sont dites « joosama », qui signifie « reine » ou « queen ». Dans certains clubs à hôtesses, dits SM, elles accueillent les clients en costume de dominatrice, leur servent à boire, leur donnent des petits coups de cravache, font parfois des démonstrations de shibari (art de ligoter) ; mais les véritables séances de domination ont lieu dans une « playroom ». Le magazine Kitan Club (littéralement « club étrange »), créé en 1948, rend compte de ces multiples pratiques et mises en scène, où le fétichisme du caoutchouc, la « babyphilie », le bondage, les scènes de torture, les « travestissements » d'hommes en objets ou jouets sexuels (comme les « hommes-chaises », etc.) abondent.

### Amatrices
Il en existe de toutes sortes, certaines ont envie de s’amuser, d'avoir l'impression d'être la reine d'un jour. Elles peuvent pratiquer avec dextérité. D’autres ont envie de notoriété.

## L'approche philosophique et psychanalytique

### Rapports aux pratiques et aux jeux de rôle
Bien que la dominatrice soit la représentation de la seconde mère, le masochiste s'adresse souvent à une proche de la famille ou de l'éducation, la tante, l'institutrice et enfin l'amie de la mère, c'est le cas du rugbyman dans Françoise Maîtresse Dans le cas de Masoch lui-même nous dit Deleuze, c'est de la tante qu'il s'agit, « c’est une de ses tantes qui joua le rôle de seconde mère : Masoch enfant se cache, pour l’épier, dans une armoire à fourrures ». L’épisode est transposé dans La Vénus.

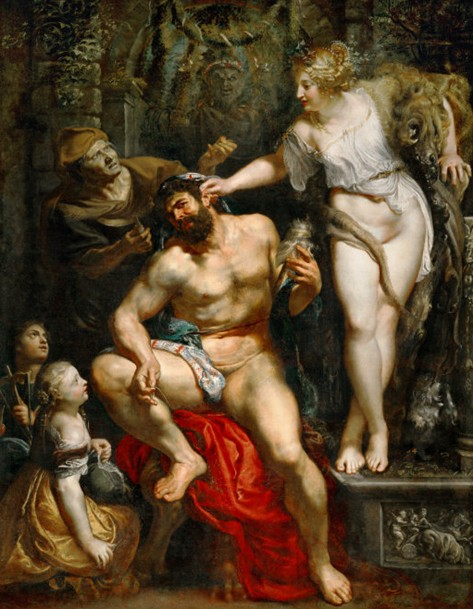
Hercule et Omphale

« La dominatrice a ainsi une approche de psychologue ou psychanalyste mais en aucun cas ne peut les remplacer. » Anne Larue évoque et démontre ce qu’une dominatrice ne doit pas faire : se prendre pour une vraie psychologue ou psychanalyste : « « théâtreuse » dans l’âme, elle monte tous les jours sur les planches » : « quelles que soient mes misères de clown, le spectacle doit continuer. » À un amant qui retrouve trop facilement à son goût de la maman sous la dominatrice, elle rétorque : « ne comptez pas sur moi pour vous aider à ranger vos petits soldats de plomb. Restons ludique. Fouet ? Jeux théâtralisés ? ».

## Dans la mythologie

### Les dieux et déesses

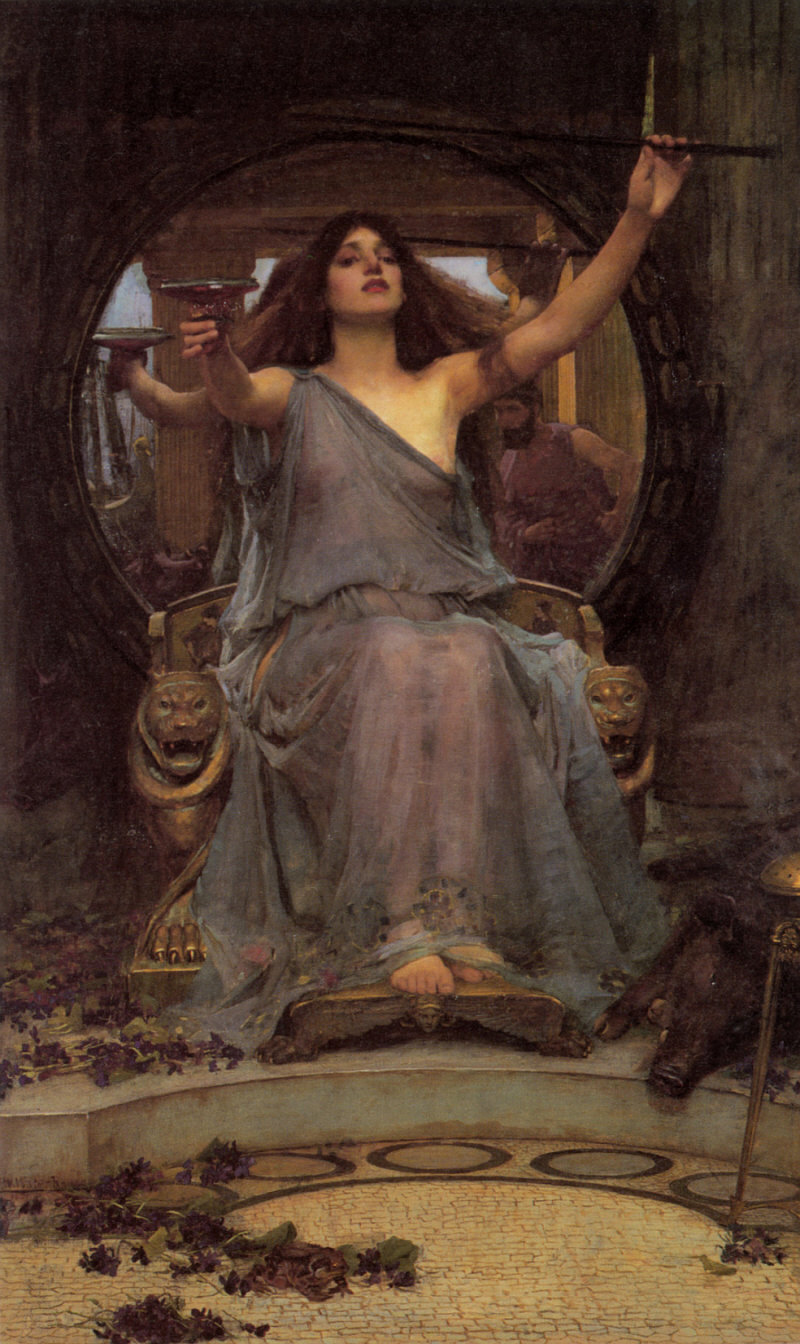
Circé offrant la coupe à Ulysse, par John William Waterhouse

Dans la mythologie grecque...
- Circé en grec ancien Κίρκη / Kírkê, « oiseau de proie[23] ») est une très puissante magicienne aussi qualifiée par Homère de πολυφάρμακος / polyphármakos, c'est-à-dire « particulièrement experte en de multiples drogues ou poisons, propres à opérer des métamorphoses ». Elle est décrite par les auteurs antiques comme une déesse (Homère, Virgile), mais a ensuite été estampillée pour des motifs idéologiques ultérieurs comme une sorcière ou enchanteresse. Èvoquée par Leopold von Sacher Masoch dans La Vénus à la fourrure :
 « Je me suis de nouveau assis sous ma tonnelle et lu dans l’Odyssée l’histoire de cette charmante sorcière qui transformait ses adorateurs en bêtes féroces. Savoureuse histoire de l’amour des Anciens. »[24]
- Hercule

Selon le philosophe Gilles Deleuze : « Mais c’est Aphrodite, le principe féminin, qui l’emporte, comme Omphale effémine et travestit Héraclès. Car l’égalité, elle ne la conçoit que comme ce point critique où la domination passe de son côté ».
Selon L’historien et anthropologue français Jean-Pierre Vernant, spécialiste de la Grèce antique, Hercule est avant tout le héros qui passe les limites et brave les interdits. « Il le fait tout aussi bien en devenant doux et soumis.»
Hercule, molesté, humilié et travesti est devenu l'emblème du personnage masochiste trouvant sa délectation dans la souffrance

## Les masochiennes
« L'imaginaire masochien a pour caractéristique de s'ancrer dans des modèles de femmes souveraines et dominatrices qui pour fonctionner dans le scénario fantasmatique, doivent avoir existé. »

## La figure de la dominatrice dans la culture

### Littérature
- Au XIXe siècle, la Française Eugénie Guillou de Launay[29].
- Au XIXe siècle, l'Anglaise Mlle Theresa Berkley, inventeur du cheval de Berkley, sorte de machine à flageller.
- Au XXe siècle, la Française Marika Moreski, auteure.
- Au XXe siècle, Wanda von Sacher-Masoch auteure de Confession de ma vie.
- Au XXIe siècle, la Française Jeanne de Berg, auteure du livre Cérémonie de femmes.
- Au XXIe siècle, la Française Maîtresse Françoise, auteure du livre Françoise Maîtresse.

Jusqu'au XIXe siècle, rares sont les femmes dominatrices dans la littérature, mais peu à peu, avec la libération des mœurs et l'émancipation de la femme, surtout dans des milieux privilégiés, apparaissent des figures de dominatrices. Rachilde exprime ses envies de domination dans Monsieur Vénus, roman matérialiste (1884), à travers un mélange des genres inédit, selon lequel la vénéneuse Raoule de Vénérande se veut homme et fait de l'homme qu'elle aime une femme. Sacher Masoch passe des petites annonces dans les journaux pour rencontrer une femme qu'il pourrait transformer en dominatrice et peuple ses écrits d'héroïnes cruelles. Dans La Vénus à la fourrure (1870), Séverin caresse l'idéal romanesque de l'appartenance totale. L'inversion des rôles attribue le pouvoir à la femme, investie dès lors d'une vertu fascinatrice.
Dans Cérémonies de femmes (1985), Jeanne de Berg, pseudonyme de Catherine Robbe-Grillet, réserve aux dominants l'art de la mise en scène. La dominatrice fonctionne souvent par osmose ou par empathie ; elle devient instrumentalisée le jour où son engouement à jouer la même partition s'émousse, comme le raconte Wanda dans Confession de ma vie (1907) de Angelika Aürora Rümelin, l'épouse de Sacher-Masoch.

### Peinture

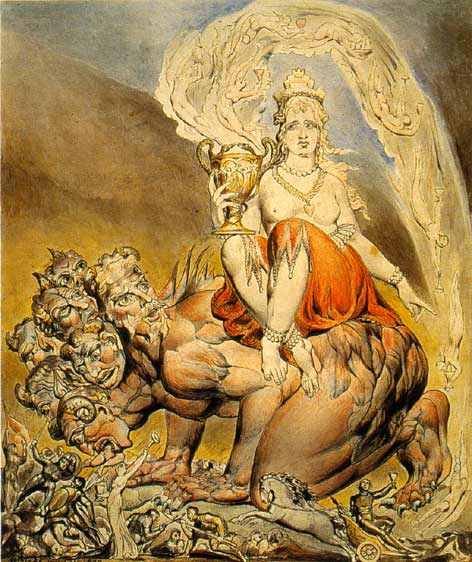
The Whore of Babylon, William Blake, 1809.
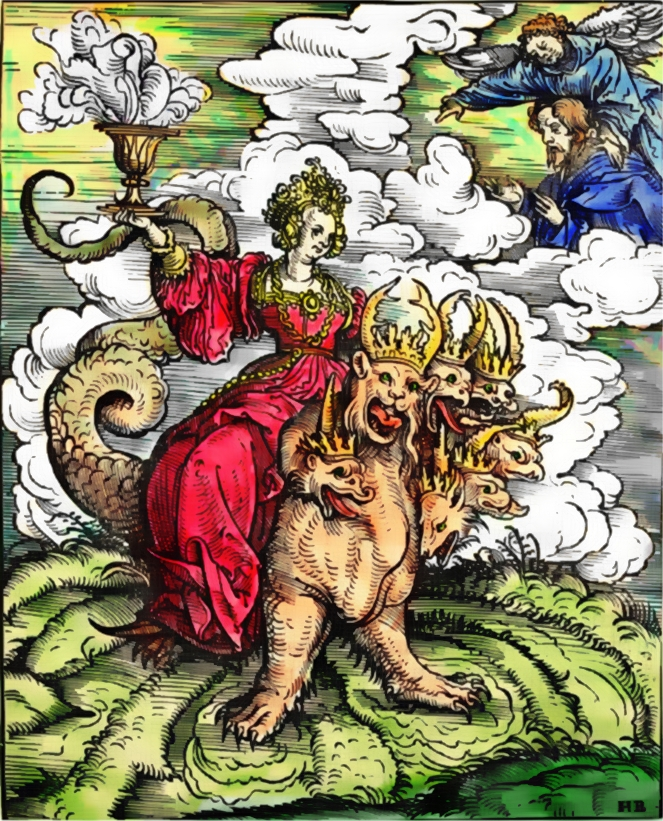
Hans Burgkmair, 1523.

### Cinéma
Dans cette liste, il ne faudra pas forcément considérer ces films comme entrant dans le cadre du contrat masochiste, ni y voir l'acceptation totale de la victime. Ces films sont des films « grand public » comportant une ou plusieurs scènes sadiques ou masochistes qui peuvent, éventuellement, peupler l'univers fantasmatique d'un sujet

### Cinémaunderground
Il existe très peu de films underground traitant de la dominatrice dans le masochisme festif. On en note cinq principaux :
1. Preaching to the Perverted (1997), de Stuart Urban[31] ;
2. Maîtresse (1975), de Barbet Schroeder[32] ;
3. Sick: The Life & Death of Bob Flanagan, Supermasochist (1197) de Kirby Dick. Sick est un documentaire. Se sachant atteint d’une maladie douloureuse et incurable, Bob Flanagan va soulager le mal par le mal. Ce documentaire met en scène des pratiques extrêmes dans lesquelles le sujet atténue la douleur de la maladie en se livrant à la douleur orgiaque ;
4. La Femme flambée (1983) de Robert van Ackeren ;
5. The Duke of Burgundy (2014) de Peter Strickland[33]

Outre ces cinq films on peut citer Verführung: Die grausame Frau (1985) de Monika Treut.

### Cinéma grand public
- My Mistress (2014), Film australien de Stephen Lance qui met en scène une folle passion entre un adolescent et une dominatrice française interprétée par Emmanuelle Béart.

### Scènes de domination dans des films grand public
Dans Lunes de fiel de Roman Polanski, la scène où Oscar est encagoulé en cochon et celle où Mimi coupe les vêtements d'Oscar à coups de rasoir, la tenue luisante en vinyle noir de Mimi font penser au monde du BDSM. Mais ce n'est qu'illusion, l'univers est tout autre. Lunes de fiel montre des relations d'une extrême cruauté, sans consensus entre les protagonistes. Le handicap n'a pas été choisi. La dépendance qui s'ensuit n'est pas jouée. On est aux antipodes de l'univers BDSM. Le film met en scène une relation passionnelle. Les personnages sont dans un sadisme déterminé, ascensionnel et qui finit en tuerie. C'est très différent de ce que vivent les partenaires dans une relation masochiste festive dominant/dominé.
Depuis une certaine évolution des mœurs, dont Barbet Schroeder, avec Maîtresse, fut l'un des pionniers, on voit des scènes réellement masochistes au cinéma, mais ce sont juste de courts passages. Une scène de domination dans un donjon par exemple. Bien avant, le sadisme et le masochisme étaient mis en scène de façon plus discrète : tortures de pirates, scènes de fouet (Angélique, marquise des anges), fessées administrées par John Wayne, etc.

### Bande dessinée
Dans l'univers de la bande dessinée et des magazines populaires, un cas particulier est représenté par les Men’s adventure magazines, publications périodiques destinées aux hommes et publiées aux États-Unis, du début des années 1950 jusqu’au milieu des années 1970. Ces magazines sont considérés comme les derniers des magazines pulp. Dans ces représentations, souvent érotiques, les femmes sont le plus souvent en détresse, victimes de tortionnaires, notamment nazis, ou autres personnages dominants. Mais il existe aussi deux autres stéréotypes inverses, situés du côté nazi, représentant des femmes fortes : les « dominatrices » et les « amazones guerrières ».
Dans une imagerie BDSM, les dominatrices nazies sont presque toujours des femmes sadiques, très souvent représentées avec un fouet. La plupart du temps, elles font subir des sévices à des hommes, plus rarement à des femmes. Ilsa, le personnage du film Ilsa, la louve des SS (1975), en est la figure emblématique, qui correspond dans les films d’exploitation (notamment ceux de la nazisploitation) à ce stéréotype de papier.

### Télévision
Parmi les représentations de dominatrices à la télévision, on peut citer Irène Adler, le célèbre personnage de Conan Doyle qui est réimaginé en dominatrice (interprétée par Lara Pulver) dans l'épisode de Sherlock, Un scandale à Buckingham. La série américaine Les Experts comporte un personnage récurrent de dominatrice, Lady Heather. D'autres séries télévisées font appel à un personnage de dominatrice, comme Castle (épisode Domination et Soumission) mais pour un épisode seulement.